# Чемпіонат Європи з боротьби 1997
 Чемпіонат Європи з боротьби 1997 року  проходив роздільно: з греко-римської боротьби — у травні в Коуволі (Фінляндія), з вільної боротьби серед чоловіків та жінок — у травні у Варшаві (Польща).
Розігрувалося 22 комплекти нагород: по 8 — у греко-римській і вільній боротьбі серед чоловіків та 6 — у жіночій боротьбі.

## Медалісти

### Греко-римська боротьба
| категорія | Золото                      | Срібло                          | Бронза                           |
| --------- | --------------------------- | ------------------------------- | -------------------------------- |
| до 54 кг  | Даріуш Яблонський (Польща)  | Фархат Магеррамов (Білорусь)    | Олег Немченко (Росія)            |
| до 58 кг  | Карен Мнацаканян (Вірменія) | Джамель Айнауї (Франція)        | Ергедер Бекішдамат (Туреччина)   |
| до 63 кг  | Микола Монов (Росія)        | Шереф Ероглу (Туреччина)        | Акакій Чачуа (Грузія)            |
| до 69 кг  | Олександр Третьяков (Росія) | Георгій Джинджелашвілі (Грузія) | Рустам Аджі (Україна)            |
| до 76 кг  | Торб'єрн Корнбакк (Швеція)  | Марко Аселл (Фінляндія)         | Івон Ріємер (Франція)            |
| до 85 кг  | Гамза Єрлікая (Туреччина)   | Томас Цандер (Німеччина)        | Олександр Йованчевич (Югославія) |
| до 97 кг  | Хаккі Башар (Туреччина)     | Анатолій Федоренко (Білорусь)   | Константінос Танос (Швеція)      |
| до 130 кг | Сергій Мурейко (Болгарія)   | Юха Агокас (Фінляндія)          | Олександр Безручкін (Росія)      |

### Вільна боротьба
| Категорія | Золото                       | Срібло                          | Бронза                      |
| --------- | ---------------------------- | ------------------------------- | --------------------------- |
| до 54 кг  | Олександр Захарук (Україна)  | Намік Абдуллаєв (Азербайджан)   | Мевлана Кулач (Туреччина)   |
| до 58 кг  | Давид Погосян (Грузія)       | Тадеуш Ковальський (Польща)     | Мурад Умаханов (Росія)      |
| до 63 кг  | Магомед Азізов (Росія)       | Ельбрус Тедеєв (Україна)        | Серафим Барзаков (Болгарія) |
| до 69 кг  | Араїк Геворгян (Вірменія)    | Юксель Шанли (Туреччина)        | Заза Зазіров (Україна)      |
| до 76 кг  | Бувайсар Сайтієв (Росія)     | Александер Ляйпольд (Німеччина) | Каміль Кочаоглу (Туреччина) |
| до 85 кг  | Хаджимурад Магомедов (Росія) | Ніколае Гіта (Румунія)          | Давид Бічинашвілі (Україна) |
| до 97 кг  | Ельдар Куртанідзе (Грузія)   | Марек Гармулевич (Польща)       | Арават Сабєєв (Німеччина)   |
| до 130 кг | Давид Мусульбес (Росія)      | Олексій Медведєв (Білорусь)     | Свен Тіле (Німеччина)       |

### Жіноча боротьба
| Категорія | Золото                     | Срібло                       | Бронза                     |
| --------- | -------------------------- | ---------------------------- | -------------------------- |
| до 46 кг  | Фара Туші (Франція)        | Метте Барлі (Норвегія)       | Лідія Карамчакова (Росія)  |
| до 51 кг  | Олена Єгошина (Росія)      | Таня Заутер (Німеччина)      | Анжелік Бертене (Франція)  |
| до 56 кг  | Анна Гоміс (Франція)       | Лене Онес (Норвегія)         | Сара Ерікссон (Швеція)     |
| до 62 кг  | Нікола Гартманн (Австрія)  | Наталья Виноградова (Росія)  | Ліз Гольо-Легран (Франція) |
| до 68 кг  | Анна Удич (Польща)         | Ніна Енгліх (Німеччина)      | Ніна Штрассер (Австрія)    |
| до 75 кг  | Моніка Ковальська (Польща) | Тетяна Комарницька (Україна) | Анна Шамова (Росія)        |

## Розподіл нагород
| Місце | Країна      | Золото | Срібло | Бронза | Загалом |
| ----- | ----------- | ------ | ------ | ------ | ------- |
| 1     | Росія       | 7      | 1      | 5      | 13      |
| 2     | Польща      | 3      | 2      | 0      | 5       |
| 3     | Туреччина   | 2      | 2      | 3      | 7       |
| 4     | Франція     | 2      | 1      | 3      | 6       |
| 5     | Грузія      | 2      | 1      | 1      | 4       |
| 6     | Вірменія    | 2      | 0      | 0      | 2       |
| 7     | Україна     | 1      | 2      | 3      | 6       |
| 8     | Австрія     | 1      | 0      | 1      | 2       |
| 8     | Болгарія    | 1      | 0      | 1      | 2       |
| 8     | Швеція      | 1      | 0      | 1      | 2       |
| 11    | Німеччина   | 0      | 4      | 2      | 6       |
| 12    | Білорусь    | 0      | 3      | 0      | 3       |
| 13    | Фінляндія   | 0      | 2      | 0      | 2       |
| 13    | Норвегія    | 0      | 2      | 0      | 2       |
| 15    | Азербайджан | 0      | 1      | 0      | 1       |
| 15    | Румунія     | 0      | 1      | 0      | 1       |
| 17    | Греція      | 0      | 0      | 1      | 1       |
| 17    | Югославія   | 0      | 0      | 1      | 1       |
|       | Всього      | 22     | 22     | 22     | 66      |